# Marble
Marble — программное обеспечение, представляющее собой виртуальный глобус, по желанию пользователя показывающий карты поверхности Земли, Луны, Марса, Венеры и других планет и спутников. Программа является свободным программным обеспечением и распространяется под лицензией GNU LGPL. Разработана сообществом KDE для использования на персональных компьютерах и мобильных устройствах с операционными системами, совместимыми с Qt4. Основные компоненты Marble могут быть интегрированы в другие программы.
Для работы Marble изначально не требуется аппаратное ускорение, тем не менее, при наличии такой возможности может быть задействована функциональность OpenGL. Разработчики хотят, чтобы приложение стартовало как можно быстрее и поставлялось с минимальным, но тем не менее полезным набором данных (5—10 МБ).
В недавнем времени была добавлена поддержка проектов сетевого картографирования, таких как OpenStreetMap. Эта возможность хорошо интегрируется со встроенной интерпретацией файлов KML. Программа получила несколько положительных отзывов в компьютерной прессе.